# ケプラー160
ケプラー160（英語: Kepler-160）は、地球から約3,140光年離れた、ケプラー宇宙望遠鏡の視野内のこと座の方向に位置する恒星である。質量と半径は太陽に非常に似ている。3つの太陽系外惑星と1つの惑星候補が周りを公転していることが知られている。

## 特性
| 太陽 | ケプラー160 |
| ---- | ----------- |
| 太陽 | Exoplanet   |

ケプラー160は比較的年老いた恒星で、検出可能な星周円盤は確認されていない。大きさは太陽に近く、表面温度は太陽より約300 K低いだけで、光度はほぼ変わらないとされている。金属量は不明であるが、太陽の金属量の40％または160％という相反する値が報告されている。

## 惑星系
2010年、ケプラー宇宙望遠鏡によるトランジット法の観測で、ケプラー160を公転する2つの惑星候補が発見され、2011年初頭に発表、2014年に確認された。確認された惑星 ケプラー160b と ケプラー160c は、公転周期の比が1：3に近いにもかかわらず、軌道共鳴はしていないと考えられている 。
2020年、ケプラー160cの公転周期に変動が見られることから、通過（トランジット）を起こさない別の惑星が存在することが示された。この惑星は ケプラー160d と命名され、2020年6月3日にarXivにて発見論文が公表された。ケプラー160dは地球の1倍から100倍の質量を持つとみられる。これと同時に、ケプラー160のハビタブルゾーン内を公転する地球型惑星が存在する可能性が新たに示された。現段階の研究では、この惑星候補 KOI-456.04 は地球の約1.9倍の大きさを持つとみられ、軌道長半径と公転周期は地球に近いとされている。この惑星は、地球が太陽から受ける光の約93％をケプラー160から受けているとされる。KOI-456.04の軌道要素は地球によく似ており、また、ケプラー160も太陽によく似た恒星であることから、両者は「A mirror image of Earth and Sun（地球と太陽の鏡像）」と表現されている。
| 名称 （恒星に近い順） | 質量       | 軌道長半径 （天文単位） | 公転周期 (日)               | 軌道離心率 | 軌道傾斜角 | 半径                  |
| --------------------- | ---------- | ----------------------- | --------------------------- | ---------- | ---------- | --------------------- |
| b                     | —          | 0.05511+0.0019 −0.0037  | 4.309397+0.000013 −0.000012 | —          | —          | 1.715+0.061 −0.047 R⊕ |
| c                     | —          | 0.1192+0.004 −0.008     | 13.699429±0.000018          | —          | —          | 3.76+0.23 −0.09 R⊕    |
| d                     | 1 - 100 M⊕ | —                       | 7 - 50                      | —          | —          | —                     |
| KOI-456.04 (候補)     | —          | 1.089+0.037 −0.073      | 378.417+0.028 −0.025        | —          | —          | 1.91+0.17 −0.14 R⊕    |